# فاتو ديوم
فاتو ديوم (بالفرنسية: Fatou Diome)، هي كاتبة فرنسية سنغالية ولدت في جزيرة نيوديور السنغالية عام 1968م. بعد صدور مجموعتها القصصية عام 2001م اكتسبت فاتو شهرة عالمية بفضل روايتها الأولى (جوف الأطلسي - Le Ventre de l'Atlantique).

## السيرة الذاتية
ولدت فاتو ديوم عام 1968م على جزيرة نيوديور الصغيرة، في دلتا نهر سالوم، جنوب غربي السنغال. ترعرعت فاتو في كنف جدتها. وخلافاً للعادات والتقاليد المتعارف عليها في مسقط رأسها، عملت جنبا إلى جنب مع الرجال بدلاً من الذهاب لمساعدة النساء في إعداد الطعام والقيام بالمهام المنزلية. ودائماً ما كانت فاتو تخالف رغبات الجزيرة الصغيرة، فقد قررت الذهاب إلى المدرسة وتعلم اللغة الفرنسية. لكن جدتها لم تتقبل فكرة أن تكون حفيدتها متعلمة إلا بعد مضي فترة من الزمن، حيث توجب على فاتو الصغيرة الذهاب إلى المدرسة في الخفاء، طالبة من معلمها أن يقنع جدتها بالسماح لها بمتابعة التعليم. وبعد ذلك، تولعت فاتو الصغيرة بالأدب الفرنسي.
في سن 13 عام، غادرت فاتو قريتها لإستكمال دراستها في مدن سنغالية أخرى، مستعينة على مصاريف حياة الترحال هذه بالقيام بأعمال بسيطة؛ فقد كانت تذهب إلى مدرسة مابور M'bour (مدينة في غرب السنغال)، وتعمل كخادمة في غامبيا Gambie (دولة مجاورة)، وأخيراً تبدأ درستها في الجامعة في داكار Dakar (عاصمة السنغال – وهي أقصى أفريقية غرباً). في ذلك الوقت، بدأت تفكر بأن تصبح مدرسة للغة الفرنسية، من دون أن تترك بلدها الأم.
في سن 22 عام، وقعت في غرام شخص فرنسي، وتزوجته، وقررت اللحاق به إلى فرنسا. ولكن قٌبِلت بالرفض من عائلة زوجها، وبعد عامين أصبحت مطلقة. ووجدت نفسها في مأزق كبير، أمام وضعها كمهاجرة على الأراضي الفرنسية بعد أن تٌخلِي عنها. ولكي تقاوم من أجل البقاء ولكي تمول دراستها، يجب عليها القيام بالأعمال المنزلية لمدة ست سنوات، خلال تلك الفترة تتمكن من العمل كمعلمة أثناء حصولها على شهادة الدراسات المعمقة DEA ، وهي وظيفة تجلب لها دخلاً غير كافي لحوائج الحياة.
في عام 1994م، أنتقلت إلى ألزاس Alsace ، وأصبحت طالبة في جامعة ستراسبورغ حيث تنهي اليوم شهادة الدكتوراه بعنوان
«السفر، التبادل والتشكيل في العمل الادبي والسينمائي لسيمبين عثمان». كما تقوم بإعطاء المحاضرات.
أيضاً تختص فاتو بالكتابة، فقد اصدرت (الاولوية الوطنية - La Préférence nationale) وهي عبارة عن مجموعة قصص طبعت في دار Présence africaineللنشر عام 2001م. وأيضاً روايتها الأولى (جوف الأطلسي-Le Ventre de l'Atlantique) التي رأت النور عام 2003م، في دار Anne Carrière للنشر. وفي عام 2006م اخرجت فاتو روايتها الثانية (كيتالا Kétala).

## أعمالها
صقلت فرنسا وأفريقيا إطار أعمال فاتو الخيالية، فأسلوبها مستلهم من الفن التقليدي للسرد، كما عرف دائما في أفريقيا المعاصرة. تتسم فاتو بتوصيفاتها الدقيقة والحقيقية، وروح الدعابة التي لا ترحم، واللغة الحادة التي تظهر الفروقات الدقيقة. وترسم فاتو صور مثير للقلق عن صعوبات الاندماج في فرنسا، منسقة في صورة حلقات يتخللها الحنين والموافقة في ذاكرة طفولتها في السنغال.
- الأولوية الوطنية، مجموعة قصص قصيرة اصدرتها دار النشر Présence Africaine 2001م.
- جوف الأطلسي، رواية من إصدار در النشر Anne Carrière 2003م – في نسخة على شكل كتاب جيب 30239
- ذئاب الأطلسي، قصة قصيرة 2002م في مجموعة: المسافرون المندهشون، صوت أفريقيا الجديد.
- كيتالا، رواية اصدرتها دار النشر Flammarion عام 2006م.
- حياتنا التي لم يتم الوفاء بها، عبر دار النشر Flammarion .
- الشيخ على القارب، قصة صادرة عام 2010 (الرسومات للفنان Titouan Lamazou).
- اللائي ينتظرن، رواية اصدرتها دار النشر Flammarion عام 2010م
- البنفسج الفاتح، قصة اصدرتها دار النشر Flammarion عام 2010م

## التعاون
ضمن 40 مدعو من كتّاب ومترجمين فوريين، تشارك فاتو ديوم بنص لم يسبق أن رأى النور (بدون موسيقى) يتمحور حول تفسيرها الخاص لعبارة: أي مكان، خارج العالم "N'importe où, hors du monde"، مع الفنان Weepers Circus في ألبومه N'importe où, hors du monde (2011م)، والذي هو عبارة عن كتاب صوتي.

## أنظر أيضاَ
- قائمة الكتاب السنيغاليون
- الادب السنغالي

### وصلات خارجية
- (بالإنجليزية) « Colonial discourses of Disability and Normalization in Contemporary Francophone Immigrant Narratives: Bessora’s 53 cm and Fatou Diome’s Le Ventre de l’Atlantique » (article de Julie C. Nack Ngue dans Wagadu, 2006)
- « La Préférence nationale par Fatou Diome : Être libre en écrivant... » (article de Renée Mendy-Ongoundou dans Amina, n° 379, novembre 2001, p. 46)
- Présentation du roman Le Ventre de l'Atlantique
- Interview de Fatou Diome par Hervé Mbouguen (Grioo.com)
- « Fatou Diome entre littérature et "Nuit Blanche", son émission sur France 3 Alsace » (article de Cikuru Batumike dans Amina, n° 431, mars 2006, p. 38-39)
- « Kétala : le deuxième roman de Fatou Diome » (article de Wanda Nicot dans Amina, n° 434, juin 2006, p. 34)
- « La dichotomie entre le centre et la périphérie dans Le Ventre de l'Atlantique de Fatou Diome » (thèse de Paula Agnevall, Växjö Universitet (Suède), 2007)
- Interview de Fatou Diome à propos de son roman Inassouvies, nos vies (Jeune Afrique, 28 septembre 2008)